# Dunamis Lui

a Compétitions nationales et continentales officielles uniquement.

b Matchs officiels uniquement.
Dunamis Lui, né le 16 février 1990 à Brisbane (Australie), est un joueur australien d'origine samoane de rugby à XIII évolutant au poste de pilier, de deuxième ligne ou de troisième ligne. Il fait ses débuts en National Rugby League (« NRL ») avec les Broncos de New Brisbane lors de la saison 2010 puis rejoint successivement les Sea Eagles de Manly-Warringah en 2014 et les Dragons de St. George Illawarra en 2016, avant de s'établir aux Raiders de Canberra en 2017. Il compte également des sélections avec les Samoa.

## Palmarès
- Collectif :
  - Vainqueur du State of Origin : 2020 (Queensland).
  - Finaliste de la National Rugby League : 2019 (Canberra).

### En club

#### Statistiques
| Saison | Club                         | Compétition           | Matchs | Points | Essais | Goals | Drops |
| ------ | ---------------------------- | --------------------- | ------ | ------ | ------ | ----- | ----- |
| 2010   | Brisbane Broncos             | National Rugby League | 4      | 4      | 1      | 0     | 0     |
| 2011   | Brisbane Broncos             | National Rugby League | 6      | 0      | 0      | 0     | 0     |
| 2012   | Brisbane Broncos             | National Rugby League | 9      | 0      | 0      | 0     | 0     |
| 2013   | Brisbane Broncos             | National Rugby League | 13     | 0      | 0      | 0     | 0     |
| 2014   | Manly-Warringah Sea Eagles   | National Rugby League | 21     | 4      | 1      | 0     | 0     |
| 2015   | Manly-Warringah Sea Eagles   | National Rugby League | 17     | 0      | 0      | 0     | 0     |
| 2016   | St. George Illawarra Dragons | National Rugby League | 10     | 0      | 0      | 0     | 0     |
| 2017   | Canberra Raiders             | National Rugby League | 7      | 0      | 0      | 0     | 0     |
| 2018   | Canberra Raiders             | National Rugby League | 24     | 0      | 0      | 0     | 0     |
| 2019   | Canberra Raiders             | National Rugby League | 25     | 4      | 1      | 0     | 0     |